# Groupes d'action révolutionnaires internationalistes
Les Groupes d'action révolutionnaires internationalistes (GARI), aussi appelés Groupes autonomes d'intervention (GAI), ont été actifs en France au cours de l'année 1974. Pratiquant principalement des attentats à l'explosif, les GARI « ont toujours évité autant que possible que leurs opérations s'accompagnent d'effusion de sang ».
Formés en solidarité à la suite de l'arrestation en Catalogne, en septembre 1973, de membres de l'ex Movimiento Ibérico de Liberación (MIL ou 1000) et de l'exécution de Salvador Puig i Antich en mars 1974, les GARI mènent des actions clandestines contre le franquisme pour obtenir la libération des membres de l'ex MIL et éviter que deux d'entre eux soient condamnés à mort.
Moins qu'un groupe structuré, les GARI semblent avoir fonctionné comme une coordination de groupes affinitaires autonomes (le terme coordination se retrouvant dans leurs communiqués).
Pour Libération en 1980, les GARI ont « été l’ultime survivance de la lutte libertaire anti-franquiste en France ».

## Contexte historique
En septembre 1973, plusieurs militants du Movimiento Iberico de Liberacion (MIL ou 1000) sont interpellés à Barcelone.
Le 20 décembre 1973, l'amiral Carrero Blanco, présenté comme le dauphin de la dictature franquiste, meurt dans un attentat à Madrid.
Début janvier 1974 à Barcelone, trois activistes du MIL sont condamnés : Salvador Puig Antich à la peine de mort, Joseé Luis Pons LLobet à 30 ans de prison, son amie Maria-Augustias Mateos Fernandez, lycéenne de 17 ans à 5 ans de prison.
En janvier 1974, des attentats sont perpétrés contre les consulats d'Espagne de Turin (Italie) et Zurich (Suisse) alors que les premiers tracts informant sur la situation des incarcérés du MIL sont diffusés en France.
Le 2 mars 1974, Salvador Puig Antich est exécuté par strangulation, à l'aide d'un garrot (garrote vil en espagnol).

### Enlèvement du banquier Angel Baltasar Suazez
Le 3 mai 1974, Angel Baltasar Suazez, directeur de la Banque de Bilbao à Paris, est enlevé, action revendiquée de Barcelone par les Groupes d’action révolutionnaires internationalistes qui exigent : « La publication dans la presse espagnole des communiqués du mouvement révolutionnaire ; la mise en liberté de M. Santiago Sole Amigo, militant du Mouvement ibérique de libération, auquel appartenait Salvador Puig Antich, et qui serait gravement malade ; la publication du réquisitoire contre des militants du Front révolutionnaire antifasciste et patriote (FRAP) arrêtés le 1er mai 1973 et qui peuvent être condamnés à mort ; la mise en liberté conditionnelle de tous les prisonniers politiques pouvant en bénéficier »,.
Les GARI naissent de la solidarité avec les prisonniers du MIL. Dans une lettre au journal Le Monde, ils précisent : « L'enlèvement de M. Suarez, directeur de la Banque de Bilbao, est notre réponse à la répression actuelle contre le mouvement révolutionnaire espagnol. Après l'assassinat de Salvador Puig-Antich, nous ne permettrons en aucune façon une nouvelle exécution. » Selon eux : « Si dénoncer le régime fasciste espagnol suffit pour certains à se prétendre de gauche, nous savons, quant à nous, que les protestations, les déclarations, ainsi que les manifestations humanitaires des démocrates de gauche et des « gauchistes » en tout genre, ont fait une fois de plus, dans le cas de Salvador Puig-Antich la preuve de leur parfaite inefficacité. »
Coordination des groupes affinitaires, formée lors de multiples réunions, échanges, débats entre janvier et mai 1974, les GARI décident leur auto-dissolution en août 1974.

### Procès d'assises
Cinq séries d'arrestations sont opérées en mai, juillet, septembre, octobre et décembre 1974 en direction de militants ou de soutiens présumés des GARI, neuf d'entre eux sont inculpés par la Cour de sûreté de l'État, notamment pour destruction d'édifices, vols, entreprise individuelle ou collective tendant à porter atteinte à la sûreté de l'État.
En janvier et en mars 1981, deux procès d'assises sont organisés à Paris dans le dossier des GARI. La plupart des accusés sont acquittés. Aucune preuve n’ayant convaincu le jury, personne n'est condamné pour l’enlèvement du banquier Suazez. Les inculpés jugés par contumace sont amnistiés par François Mitterrand qui devient président de la République au mois de mai de cette année.

## Chronologie
- En janvier 1974, la coordination va revendiquer avec des sigles différents (GAI, GARI) diverses séries d'actions.
- 28 février 1974 : mitraillage de la voiture du chancelier d’Espagne à Toulouse.
- 22 mars 1974 : attentats dans le sud de la France sur des routes reliant la France à l'Espagne. Plusieurs ponts sont endommagés. Les actions sont revendiquées GAI (Groupes Autonomes d'intervention).
- 4 avril 1974 : un commando du GARI braque la banque Courtois de Montesquieu Volvestre près de Toulouse.
- 3 mai 1974 : enlèvement à Paris du directeur de la Banque de Bilbao, Angel Baltasar Suarez (libéré le 22 mai[9]), le même jour « El Banco Español de Crédito » à Bruxelles est braquée.
- 22 mai 1974 : incendie de L'Est républicain par le « commando Puig Antich », une voiture piégée explose contre les locaux de la compagnie Iberia à Bruxelles, deux autres voitures sont désamorcées à Anvers et à Liège.
- 5 juillet 1974 : une caisse d’épargne à Toulouse est attaquée.
- 15 juillet 1974 : attentats à Andorre-la-Vieille contre la Viguerie épiscopale et la caisse d’épargne espagnole. Attentat contre la gare d’Austerlitz dans les toilettes du train Paris-lrun-Madrid à Paris. À Ille-sur-Têt et à Brialou Plusieurs lignes à haute tension reliant la France et l’Espagne sont plastiquées.
- 17 juillet 1974 : attentats contre des véhicules du Tour de France à Saint-Lary-Soulan, plusieurs arbres sont abattus sur la route entre Barèges et le col du Tourmalet, 13 cars de pèlerins sont incendiés à Lourdes[10].
- 25 juillet 1974 : attentat contre la Banque Populaire d’Espagne à Nîmes.
- 28 juillet 1974 : attentat contre le consulat d’Espagne à Toulouse, 6 personnes sont blessées[11]. Une charge explosive détruit une partie de la consigne automatique de la gare d’Hendaye.
- 29 juillet 1974 : attentats contre deux autocars de la SEAFEP à Paris, une autre charge est désamorcée, attentats aux voitures piégées contre les postes-frontières franco-espagnol du Perthus et de Bourg-Madame.
- 30 juillet 1974 : fausses alertes à la bombe contre deux trains venant d’Hendaye.
- 31 juillet 1974 : attentats contre deux bateaux de plaisance à La Grande-Motte, fausse alerte à la bombe dans le train Madrid-Paris.
- 5 août 1974 : attentats aux voitures piégées contre la compagnie aérienne Iberia et deux succursales du Banco Espanol à Bruxelles.
- Courant août auto-dissolution de la coordination GARI. Plus aucune action ne sera revendiquée sous ce sigle.
- 15 août 1974 : fausse alerte à la bombe dans la Grotte de Massabielle.
- 3 septembre 1974 : braquage d'un Crédit lyonnais à Béziers.
- 6 septembre 1974 : braquage de la BREC à Toulouse.
- 27 décembre 1974, sept membres ou sympathisants des GARI entament une grève de la faim illimitée pour d'obtenir le régime spécial accordé aux détenus politiques : Michel Camilleri, Floréal Cuadrado, Raymond Delgado, Mario Inès, Jean-Michel Martinez, Victor Menrique et Jean-Marc Rouillan[12].
- À partir de janvier 1975 en solidarité avec les membres des GARI incarcérés diverses actions sont menées. En dehors de l'information classique (créations de divers comités de soutien : tracts, affiches...) quelques actions spectaculaires vont être menées.
- 5 janvier 1975 : fumigène contre une exposition espagnole au Musée de la marine à Paris[13].
- 8 janvier 1975 : attentat contre le Palais de Justice de Toulouse.
- 15 janvier 1975 : attentat contre le Palais de justice de Paris[14].

## Suites judiciaires et politiques
Un membre des GARI, Jean-Marc Rouillan (ex-militant du Mouvement ibérique de libération) participera à la création du groupe Action directe (1979-1987).

## Sources
- Rapto en Paris, GARI, 1974, lire en ligne.
- Dossier GARI, AAEL, 1975, lire en ligne.
- Comité de Défense des Inculpés de l’Affaire Suarez, La Lanterne Noire, n°1, juillet - août 1974, lire en ligne.
- Les lendemains des GARI, La Lanterne Noire, n°2, décembre 1974 - janvier 1975, lire en ligne.
- GARI, in Il y a des prisonniers politiques en France. Voici ce qu'ils ont à dire, avril 1977, pp. 4-8.

#### Articles
- Mari Otxandi, Il y a quarante ans : les Groupes révolutionnaires armés anti-impérialistes, in Ekaitza, n°1306, 15 novembre 2013, pp. 10-13..
- Sur un moment particulier d’une histoire oubliée, Dissidences, 21 mai 2014, lire en ligne.
- Christophe Bourseiller, Le mythe fondateur des « gangsters de Barcelone », Histoire et liberté n°38, printemps 2009, lire en ligne.
- (es) Oscar Freán Hernández, « El paso a la acción directa », Cahiers de civilisation espagnole contemporaine, 19|2017, [lire en ligne], DOI 10.4000/ccec.6780.

### Iconographie
- Centre international de recherches sur l'anarchisme (Lausanne) : Lettre de prison des inculpés des GARI.
- Fédération internationale des centres d'études et de documentation libertaires : Lettre de prison des inculpés des GARI.
- Fédération internationale des centres d'études et de documentation libertaires : L’amnistie passe, les prisonniers politiques restent.
- Fédération internationale des centres d'études et de documentation libertaires : Procès du GARI, 20 révolutionnaires passent en procès pour avoir lutté contre la dictature franquiste, contre le capitalisme, contre l’État.

### Filmographie
- Nicolas Réglat, ¡G.A.R.I.! 1974, Le-Lokal Production, 83 min, 2012, bande annonce, présentation distributeur.

Disponible en VOD ici